# Borik (Szentmiklós)
Borik (1971-ig Petrovac Mikleuški, majd 1991-ig Petrovac) falu Horvátországban Verőce-Drávamente megyében. Közigazgatásilag Szentmiklóshoz tartozik.

## Fekvése
Verőcétől légvonalban 40, közúton 45 km-re délkeletre, községközpontjától 1 km-re északra, Nyugat-Szlavóniában, a Drávamenti-síkságon, a Szentmiklósról Szagyolcára menő út mentén, Szentmiklós és Miljevci között fekszik.

## Története
Területén valószínűleg már a bronzkorban éltek emberek. Erre utal az a lelet, melyet 1950-ben találtak Jelena Starijaš házánál pince ásása közben. A korabeli leírás szerint egy edényben apró égett csontok kerültek elő. A lelet nem maradt fenn, azért csak következtetni lehet, hogy az urnamezős kultúrához tartozó hamvasztásos sírt találtak.
A mai település 19. század végén keletkezett Szentmiklós északi határrészén a Szagyolcáról Szentmiklósra menő út mentén. Lakosságát 1931-ben számlálták meg önállóan először, akkor 854 lakosa volt. 1991-ben lakosságának 86%-a szerb, 11%-a horvát nemzetiségű volt. 2011-ben 326 lakosa volt.

## Lakossága
| Lakosság változása | Lakosság változása | Lakosság változása | Lakosság változása | Lakosság változása | Lakosság változása | Lakosság változása | Lakosság változása | Lakosság változása | Lakosság változása | Lakosság változása | Lakosság változása | Lakosság változása | Lakosság változása | Lakosság változása | Lakosság változása |
| ------------------ | ------------------ | ------------------ | ------------------ | ------------------ | ------------------ | ------------------ | ------------------ | ------------------ | ------------------ | ------------------ | ------------------ | ------------------ | ------------------ | ------------------ | ------------------ |
| 1857               | 1869               | 1880               | 1890               | 1900               | 1910               | 1921               | 1931               | 1948               | 1953               | 1961               | 1971               | 1981               | 1991               | 2001               | 2011               |
| 0                  | 0                  | 0                  | 0                  | 0                  | 0                  | 0                  | 854                | 814                | 850                | 697                | 669                | 630                | 527                | 420                | 326                |

(1931-ig lakosságát Szentmiklóshoz számították.)